# Lena Wermelt
Lena Wermelt (* 29. September 1990 in Steinfurt) ist eine deutsche Fußballspielerin, die seit 2016 für den SV Germania Hauenhorst zunächst in der Regionalliga West und seit 2020 in der Westfalenliga spielt. Von 2009 bis 2010 kam sie für die U20-Nationalmannschaft in vier Länderspielen zum Einsatz.

## Karriere

### Vereine
Aufgewachsen in Horstmar und durch Nachbarn zum Fußballspielen motiviert, begann sie im Mehrspartensportverein TuS Germania Horstmar damit und gelangte im weiteren Verlauf zum SV Westfalia Leer im gleichnamigen Stadtteil Stadtteil von Horstmar.
In der Saison 2006/07 spielte sie für den FFC Heike Rheine erstmals in der Bundesliga. Da der Klassenverbleib verpasst wurde, führte sie der Weg zum Bundesligisten SG Wattenscheid 09, mit dem sie ebenfalls am Saisonende 2007/08 absteigen musste. Sie blieb dem Verein auch in dieser Spielklasse erhalten, in der Hoffnung, durch eine verbesserte Position innerhalb des Mannschaftsgefüges ihre Spielstärke besser entwickeln zu können und dadurch zur Stammspielerin, auch in der A-Nationalmannschaft, zu werden mit dem Bestreben an der Weltmeisterschaft 2011 teilnehmen zu können. Ein weiterer Aspekt galt der Vermeidung an einen neuen Wohnort und an eine neue Schule wechseln zu müssen.
Zur Saison 2009/10 wurde sie jedoch vom FCR 2001 Duisburg verpflichtet und mit einem bis zum 30. Juni 2011 datierten Vertrag gebunden. Durch ihren Einsatz in der 2. Runde des DFB-Pokalwettbewerbs beim 9:0-Sieg über den Herforder SV hatte sie am späteren Titelgewinn Anteil. Mit nur fünf Punktspielen, davon vier als Einwechselspielerin, in ihrer ersten Saison, wechselte sie zum Bundesligaaufsteiger Herforder SV. Diesem Verein gehörte sie bis zum Saisonende 2014/15 an. Von ihren 104 Punktspielen bestritt sie 42 Erst- und 62 Zweitligaspiele und erzielte vier Erst- und 25 Zweitligatore.
Seit der Saison 2016/17, beginnend in der drittklassigen Regionalliga West, spielt sie für den SV Germania Hauenhorst aus Rheine im Kreis Steinfurt.

### Nationalmannschaft
Nachdem sie bereits in den Nachwuchsnationalmannschaften des DFB der Altersklassen U15, U17 und U19 zu Länderspieleinsätzen gekommen war, debütierte sie am 28. Oktober 2009 in der U20-Nationalmannschaft, die das in Freundschaft ausgetragene Länderspiel gegen die U23-Nationalmannschaft Schwedens mit 2:1 bezwang. Im Vorfeld der Weltmeisterschaft 2010 in Deutschland wurde sie aus dem Aufgebot der U20-Nationalmannschaft gestrichen.

## Erfolge
- DFB-Pokal-Sieger 2010 (ohne Finaleinsatz)